# هیندمن (کنتاکی)
هیندمن (به انگلیسی: Hindman) شهری در ایالت کنتاکی کشور ایالات متحده آمریکا است که جمعیت آن در سرشماری سال ۲۰۱۰ میلادی، ۶۳۵نفر بوده‌است.